# Veterinar (Wehrmacht)
Veterinar (nemško Veterinär) je bil specialistični častniški čin za pripadnike Veterinarskega častniškega korpusa Wehrmachta, ki pa je bil nasleden preko Reichswehr od Kaiserliche Heer. Ustrezal je činu poročnika.
Nadrejen je bil činu podveterinarja in bil podrejen činu višjega veterinarja.

## Oznaka čina
Oznaka čina je bila enaka kot za preostale, razen da je bila podlaga oz. obroba karminske barve in da so na naramenski oznaki imeli še oznako kače, je bila sestavljena iz:
- naovratna oznaka čina (t. i. Litzen) je bila enaka za vse častnike in sicer dve ob strani povezani črti, pri čemer se je razlikovala barva podlage glede na rod oz. službo;
- naramenska oznaka čina je bila sestavljena iz štirih vrvic, ki so bile pritrjene na črno podlago v obliki U, pri čemer se je barva obrobne vrvice različna glede na rod oz. službo;
- narokavna oznaka čina (na zgornjem delu rokava) za maskirno uniformo je bila sestavljena iz ene zelene črte in enega para stiliziranih hrastovih listov na črni podlagi.

Galerija
- Naovratna oznaka čina
- Naramenska oznaka čina
- Narokavna oznaka čina